# Tempête subtropicale Andrea (2007)
Pour les articles homonymes, voir Andrea.
Ne doit pas être confondu avec Tempête Andrea.
La tempête subtropicale Andrea est la 1re de la saison cyclonique 2007 pour le bassin de l'océan Atlantique. C'est la première utilisation du nom Andrea, destiné à remplacer Allison (retiré en 2001).
Andrea a été le plus hâtif cyclone subtropical à se former avant le début officiel de la saison cyclonique depuis la tempête tropicale Ana, en avril 2003. C'est également le plus hâtif à s'être formé durant le mois de mai depuis la tempête tropicale Arlene (1981).

## Chronologie
Au début du mois de mai, un creux dépressionnaire se dirige vers le sud le long des côtes américaines repoussant un front froid. La dépression s'éloigne vers le sud-est puis revient vers les côtes de la Géorgie et de la Floride, prenant des caractéristiques tropicales avec une convection atmosphérique dominante et de forts vents de basse altitude. Le 9, on relève des vents de 70 km/h et le phénomène est classé tempête subtropicale. Le système se désorganise peu à peu en raison d'une augmentation du vent cisaillant et d'un lent déplacement. Déclassé le 10, le système produit cependant des fortes averses orageuses près des côtes de Floride avant de s'éloigner vers l'ouest et de fusionner avec un front froid approchant, le 14 mai.

## Bilan
Les forts vents le long des côtes de Géorgie, de Caroline du Nord et du Sud et de Floride ont produit une houle dangereuse ressentie jusqu'aux Bahamas. Plusieurs embarcations ont dû être secourues et un bateau a été porté disparu.
| A |  | B |  | C |  | D |  | E |  | F |  | G |  | H |  | I |  | 10 |  | J |  | K |  | L |  | M |  | 15 |  | N |  | O |

| D | T | 1 | 2 | 3 | 4 | 5 |